# Massa e Cozzile
Massa e Cozzile is een gemeente in de Italiaanse provincie Pistoia (regio Toscane) en telt 7502 inwoners (31-12-2004). De oppervlakte bedraagt 16,0 km², de bevolkingsdichtheid is 469 inwoners per km².
De volgende frazioni maken deel uit van de gemeente: Croci, Cozzile, Margine Coperta, Massa, Traversagna, Vangile.

## Demografie
Massa e Cozzile telt ongeveer 3097 huishoudens. Het aantal inwoners steeg in de periode 1991-2001 met 9,1% volgens cijfers uit de tienjaarlijkse volkstellingen van ISTAT.

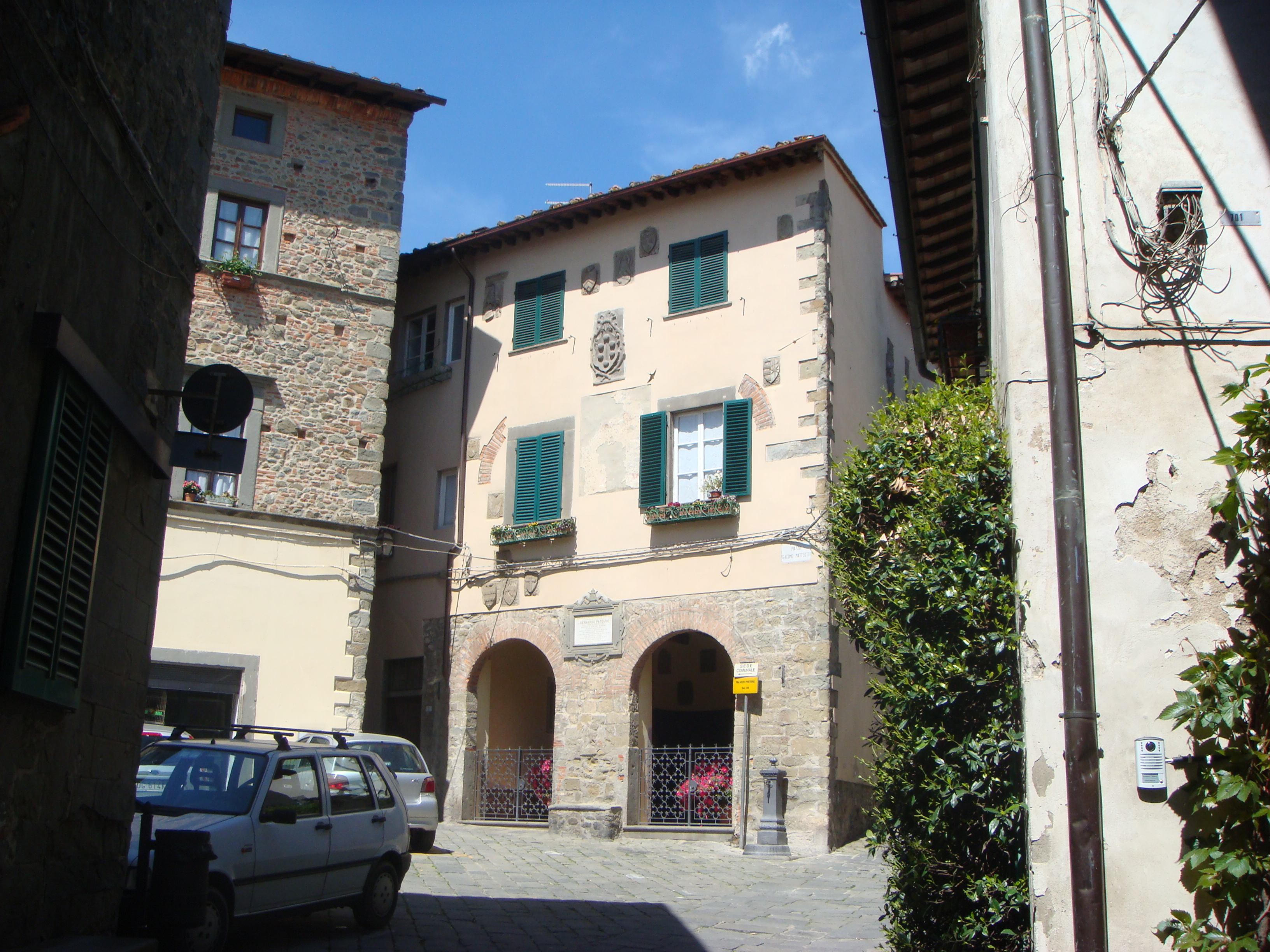
Palazzo Pretorio

| Jaar | Inwoneraantal |
| ---- | ------------- |
| 1991 | 6598          |
| 2001 | 7199          |

## Geografie
De gemeente ligt op ongeveer 223 m boven zeeniveau.
Massa e Cozzile grenst aan de volgende gemeenten: Buggiano, Marliana, Montecatini-Terme, Pescia.